# Стоян Воденичаров
Стоян Кръстев Воденичаров с псевдоними Танаджика, Дерменджиев е български общественик, политик и революционер, деец на Вътрешната македонска революционна организация.

## Биография
Стоян Воденичаров е роден в 1875 година в мървашкото село Цървища, тогава в Османската империя, днес Капнофито, Гърция. Става кмет на селото и влиза в редиците на ВМРО. Воденичаров построява църквата в родното си село. Известно време лежи в затвора в Солун. Воденичаров е жертва на братоубийствените борби във ВМРО и е убит от дейци на михайловсткото крило на организацията в 1925 година.